# Michael Nelson Jakamarra
Michael Nelson Jakamarra AM, auch Jagamarra geschrieben, (* 1946 oder 1949 in Vaughan Springs im Northern Territory; † 9. November 2020) war ein australischer Künstler und Aborigine.

## Leben
Er lebte in Haasts Bluff als Kind von Warlpiri-Eltern in einer Familiengruppe von Long Jack Phillipus Jakamarra. Seine Eltern – sein Vater war ein Medizinmann – brachten ihn nach Yuendumu in eine Missionsschule, damit er dort eine europäische Bildung erhielt. Diese verließ er als Jugendlicher, um als Büffeljäger, Lastwagenfahrer und Viehtreiber zu arbeiten, bevor er zum Militär kam. Nach der Militärzeit kam er 1976 nach Papunya, wo er sich niederließ und heiratete. Er hat sieben Kinder, sechs Mädchen und einen Jungen. In Papunya arbeitete er im Auftrag der Regierung viele Jahre in der Betreuung älterer Künstler, bevor er selbst im Jahre 1983 mit dem Malen begann.

## Werk
In seiner Jugendzeit erlernte er die Sand-, Körper- und Schildermalerei von seinem Großvater. Jakamarras Symbolsprache umfasst das Possum, Schlangen, Kängurus, fliegende Ameisen und das Dreaming der Yams.
Ab 1983 malte er in Acrylfarben. Er gewann den National Aboriginal Art Award im September 1984; 1986 stellte er auf der Biennale of Sydney aus und im Jahre 1987 wurde ein 8,20 Meter langes Bild von ihm im Foyer des Sydney Opera Houses enthüllt. Als im Jahre 1988 das Parliament House in Canberra eröffnet wurde, fand sein 196 Quadratmeter großes Mosaik aus Granitpflaster am Eingang des Gebäudes internationale und nationale Beachtung; er war zur Begrüßung der Queen Elisabeth II. geladen.
Sein im Jahre 1985 hergestelltes Bildwerk, die Five Stories (fünf Geschichten) war eines der am meisten reproduzierten Werke der australischen Kunst in den 1980er Jahren. 1989 gestaltete er ein BMW Art Car: Mit anderen prominenten Aborigine-Malern bemalte er einen Rennwagen der Firma BMW im traditionellen Malstil der Aborigines.
1993 wurde er für seine Verdienste um die Kunst zum Member des Order of Australia ernannt.

### Ausstellungen
Ausstellungen im In- und Ausland:
- Gallery Gabrielle Pizzi in Melbourne
- Utopia Art in Sydney
- Australian National Gallery in Canberra
- Institute of Contemporary Art in London
- John Webber Gallery in New York

### Sammlungen
Sammlungen seiner Arbeiten befinden sich:
- Northern Territory Art Gallery in Darwin
- Museum and Art Gallery of the Northern Territory in Darwin
- Australian National Gallery in Canberra
- Parliament House Art Collection in Canberra
- Queensland Art Gallery in Brisbane
- Jakamarra Collection in Sydney
- Art Gallery of New South Wales in Sydney
- The Australian Museum in Sydney
- Western Australia Art Gallery in Perth
- South Australian Museum in Adelaide